# غوانتانامو (مقاطعة)
مقاطعة غوانتانامو (بالإسبانية: Guantanamo)‏ هي إحدى مقاطعات كوبا الشرقية التي أخذت شهرتها بسبب وجود قاعدة غوانتانامو التابعة للبحرية الأمريكية في خليج غوانتانامو، من أشهر مدنها هما مدينتي غونتانامو وهي عاصمة المقاطعة و باراكوا.

## بلديات المقاطعة
- باراكوا
- كايمانيرا
- سلفادور
- غونتانامو
- إي مياس
- مايسي
- مانويل تاميس
- نيسيتو بيريز
- سان أنطونيو دل سور
- ياتيراس

## أعلام
- فيليكس سافون